# Ладакхски сеносъбирач
Ладакхският сеносъбирач (Ochotona ladacensis) е вид бозайник от семейство Пики (Ochotonidae).

## Разпространение
Видът е разпространен в Индия (Джаму и Кашмир), Китай (Синдзян, Тибет и Цинхай) и Пакистан.